# BBC Canada
BBC Canada é um canal de televisão britânica transmitido no Canadá em inglês, que transmiti principalmente séries de televisão produzidas originalmente pela BBC. O canal é de propriedade da Corus Entertainment, com uma participação minoritária da BBC Studios.

## História
A Alliance Atlantis (AA) recebeu uma licença de transmissão para um serviço especializado de Categoria 2, que abrange "entretenimento, teatro e programação de documentários". BBC Canada, pela Comissão Canadense de Rádio-Televisão e Telecomunicações (CRTC) em novembro de 2000.
Para promover o lançamento da temporada de primavera da BBC Canada em 2007, um tablóide de 16 páginas em estilo britânico chamado BBC Telly foi publicado no Toronto Star . O piloto PMR de Toronto criou a campanha.
Em 28 de janeiro de 2008, uma joint venture entre a Canwest e a Goldman Sachs Capital Partners, conhecida como CW Media, comprou a Alliance Atlantis e ganhou o interesse da AA na BBC Canada. Em 27 de outubro de 2010, a propriedade do canal mudou mais uma vez, com a Shaw Communications assumindo o controle da BBC Canada como resultado da aquisição da participação da Canwest e da Goldman Sachs na CW Media.

## Programação
Embora a BBC Canada seja parte da BBC, nem todos os programas da BBC são exibidos na BBC Canada. Em geral, embora a BBC Worldwide e suas operações afiliadas tenham uma "primeira olhada" na produção da corporação, esse direito só se aplica desde que a BBC Worldwide pague nada menos do que o que a Agência Comercial da BBC, que está à distância, julga ser um valor da propriedade particular.
Apesar de seu foco britânico, a BBC Canada é licenciada como um canal canadense e não está isenta dos regulamentos de transmissão do CRTC que exigem que ele carregue uma cota de conteúdo canadense. Isso significa que, além dos programas britânicos, também transmite uma série de séries canadenses, as quais, de acordo com a licença do canal, são obrigadas a "explorar ou ser informadas pelo relacionamento do Canadá com o Reino Unido e a Commonwealth".
A BBC Canada normalmente não transmite a programação da BBC News, pois o canal BBC World News também está amplamente disponível no Canadá, e a BBC News também possui um contrato de compartilhamento de conteúdo de longa data com a CBC.